# Матвеева, Маргарита Михайловна
Маргари́та Миха́йловна Матве́ева (6 января 1937, дер. Лыченка, Ленинградская область — 3 ноября 2019) — советский работник транспортной отрасли, полный кавалер ордена Трудовой Славы, бригадир водителей Псковского производственного объединения грузового транспорта № 1.

## Биография
Родилась 6 января 1937 года в деревне Лыченка Ленинградской области в крестьянской семье. Русская. Пережила оккупацию, отец погиб на фронте. С ранних лет работала в колхозе. После окончания 7 классов уехала в город Ленинград.
В 1954 году окончила школу фабрично-заводского ученичества, получила специальность штукатура-маляра. Трудовую деятельность начала в тресте «Севзапремстрой». В 1955 году, по путёвке комсомола, уехала на освоение целинных земель, работала в зерносовхозе «Западный» Павлодарской области Казахстана.
В 1962 году по совету врачей вернулась на Псковщину. В 1964 года окончила курсы шофёров при Печерской автошколе и поступила работать водителем Псковского грузовое автохозяйство № 2. За четверть века работы на разных автомобилях: ГАЗ-51, ГАЗ-53, «Чепель», «Шкода», ЗИЛ-130. Водила грузовики в ближние и дальние рейсы, в Челябинск, Свердловск. С 1975 года — шофёр первого класса.
В 1970 году возглавила бригаду водителей, которая стала одной из лучших в Псковском производственном объединении грузового автотранспорта. На первой внедрила коллективный подряд. Бригада № 5 обеспечивала горючим автозаправочные станции Пскова, колхозы и совхозы близлежащих районов.
План 9-й пятилетки М. М. Матвеева выполнила за четыре года, она перевезла 42,7 тысяч тонн нефтепродуктов. Вся бригада выполнила пятилетнее задание на 109 %.
Указом Президиума Верховного Совета СССР от 22 апреля 1975 года Матвеева Маргарита Михайловна награждена орденом Трудовой Славы 3-й степени.
С мая 1978 года по её инициативе бригада стала работать по новому методу, разработанному в проектно-технологическом бюро «Псковавтотранс» — «Централизованная перевозка нефтепродуктов с нефтебазы на АЗС г. Пскова по часовым графикам». Внедрение централизованных перевозок решило вопрос обеспечения АЗС нефтепродуктами минимальным количеством транспорта, производительность труда увеличилось на 14,7 %. За десятую пятилетку бригада перевезла 187 тысяч тонн нефтепродуктов, перевыполнив задание пятилетнего плана. М. М. Матвеева за пятилетку лично перевезла 34,5 тонн нефтепродуктов, выполнив план на 115 %.
Указом Президиума Верховного Совета СССР от 2 апреля 1981 года Матвеева Маргарита Михайловна награждена орденом Трудовой Славы 2-й степени.
План 11-й пятилетки М. М. Матвеева выполнила досрочно, к 40-летию Победы, перевыполнив плановые задания. На 3,3 тысячи тонн больше запланированного перевезла нефтепродуктов, сэкономила значительное количество топлива. Это стало возможным благодаря тому, что были разработаны рациональные маршруты движения, по инициативе М. М. Матвеевой на нефтебазе дополнительно было оборудовано два наливных поста, что исключило простои бензовозов. В январе 1986 года бригада была укрупнена: в её составе стало 14 автомобилей и 16 водителей.
Указом Президиума Верховного Совета СССР от 14 августа 1986 года, за успехи, достигнутые в выполнении заданий одиннадцатой пятилетки и социалистических обязательств Матвеева Маргарита Михайловна награждена орденом Трудовой Славы 1-й степени. Стала полным кавалером ордена Трудовой Славы.
М. М. Матвеева проработала водителем в псковском автохозяйстве больше четверти века. В мае 1991 года ушла на заслуженный отдых. Проживала в городе Псков.

## Награды
Награждена орденами Трудовой Славы 3-х степеней, медалями.